# Ванесса Спрінгора
Ване́сса Спрінгора (фр. Vanessa Springora; нар. 17 березня 1972) — французька письменниця, кінорежисерка.

## Життєпис
Народилася 17 березня 1972 року у Парижі, у Франції. Батько — Патрік Спрінгора. Мати — Надін Барбедетт (фр. Nadine Barbedette).
Вивчала літературу у Ліцеї Фенелона в Парижі, а також в Університеті Париж IV (із 2017 року — Університет Сорбонна).
Була сценаристкою і режисеркою фільму «Dérive» (2006).
2 січня 2020 року опублікувала книгу мемуарів «Згода» (фр. «Consentement»), у якій розповіла про свої стосунки із французьким письменников російського походження Габріелем Мацнеффом у 1980-х, коли Ванессі було 14 років, а Мацнеффу — 50. 3 січня 2020 року прокуратура Парижа оголосила про початок попереднього розслідування стосовно на той момент вже 83-річного Мацнеффа у справі про зґвалтування малолітніх (осіб молодше 15 років). Слідчі заявили, що вивчать інформацію із книги Спрінгори, а також спробують розшукати інших можливих жертв Мацнеффа у Франції та за її межами. Сама Ванесса заявила, що не подаватиме позов проти Мацнеффа.
Із 2019 по 2021 рік очолювала видавництво «Julliard».